# (3431) Nakano
(3431) Nakano es un asteroide perteneciente al cinturón de asteroides, descubierto el 24 de agosto de 1984 por Tsutomu Seki desde el Observatorio de Geisei, Geisei, Japón.

## Designación y nombre
Designado provisionalmente como 1984 QC. Fue nombrado Nakano en honor al astrónomo japonés Syuichi Nakano.